# 土浦市立土浦幼稚園
土浦市立土浦幼稚園（つちうらしりつ つちうらようちえん、英語: KINDERGARTEN OF TSUCHIURA）は、茨城県土浦市にある、公立幼稚園。略称は、土幼（どよう）。
茨城県最古の幼稚園であり、明治10年代（1877年 - 1886年）に創立した公立幼稚園で現存する数少ない幼稚園の1つである。フリードリヒ・フレーベルの教育法・保育法を援用した指導を展開してきた。

## 沿革

### 明治時代
1876年（明治9年）、日本で初めての幼稚園が東京女子師範学校に開園した（現在のお茶の水女子大学附属幼稚園）が、幼稚園教育への一般人の理解の不足や多額の資金調達ができないため、1881年（明治14年）になっても日本全国でまだ7園しかなかった。
1885年（明治18年）10月17日、土浦西小学校（現在の土浦市立土浦小学校）の附属幼稚園として土浦幼稚園が開園した。開園式には約90人が出席し、唱歌や奏楽で華やかに行われた。なお、正式な開園前の9月15日に仮開園を行い、6人が入園している。開園の背景には、当時学齢に満たない幼児を小学校に入学させる風潮をいさめるために文部省が幼稚園設置基準を1884年（明治17年）に緩和したことと、土浦西小学校の校長が幼稚園教育の重要性を認識していたことにある。土浦西小校長の坂本祐一郎は東京女子師範学校附属幼稚園を視察し、土浦町の戸長や学務委員と協議を重ね、茨城県令の人見寧から認可を得て開園に至った。開園資金は県からの補助金50円と町民有志からの寄付200円余によって賄われた。開園時、日本全国で幼稚園は30園存在したが、茨城県では本園が初めての開園となった。その30園はほとんどが東京府や大阪府に集中し、『教育時論』第20号では、
| 「 | 幼稚園の如きは師範学校附属の他一般の町村立学校に於て其の設あるは殆と聞かざる所なり、茨城県新治郡土浦町の土浦小学校は学費も饒にて教育も多く総て校務の整理方正しく茨城県にては最盛大なる小学校にして、是れ偏に旧学務委員諸氏の尽力に由る者なりしが右等の諸氏は尚も幼稚園を設けんと熱心せられ遂に（中略）開園式を挙行せられたるよし（後略） | 」 |

と記し、土浦の教育熱心さと開園の努力を讃えている。開園に当たってはまず恩物一式を買い求めたようである。その一方で『文部省年報』では、
| 「 | 然レトモ幼稚ノ入園セシモノ僅々十名ニ過キス、大ニ設置ノ目的ニ齟齬スルモノノ如シ。蓋人民未タ幼稚園ノ何物タルカヲ弁セス、保育料ヲ出シテ遊戯ニ従事セシムルハ得失相償ハスト云フモノアルニ至ル。 | 」 |

と記している。
1886年（明治19年）時点で保育料は6銭、園児数は28人であった。保母（幼稚園教員）は小学校助手との兼務で塚本こうが主に務め、塚本が病気や出張で幼稚園に出勤できない日は休園になっていた。弱冠20歳であった塚本は豊田芙雄から幼児教育を学び、茨城県第1号の保母となった。ほかに東京女子師範学校の卒業生2名が保母をするとともに、アドバイザーとして幼稚園設立に尽力した。幼稚園教育は小学校に準じて行われ、始業は午前9時、終業は午後3時頃で、小学校との合同行事も多く、夏休みや冬休みも設けられたことから、都市部の幼稚園に比べて「庶民的」であった。とは言え、通園していたのは商人や医師、官僚など有力者の子どもがほとんどで、文部省が「子どもの養育の余裕がない親から子どもを預かるため」に幼稚園を設立することを奨励したにもかかわらず、実際には立身出世のための早期教育を目的として入園させる傾向が強かった。
1887年（明治20年）には園児が60人に増加、一室の増築が行われた。この年、土浦尋常小学校附属幼稚園に改称する。当時の記録によれば、入園料は各家庭の財産に応じて1等級から4等級まで分けられていた。また、幼稚園の入退園記録も一括で保管されており、貴重な資料となっている。当時、教具として用いられた恩物などの備品も一部残っている。教えられた科目は修身話や積み木、書き方など26科目あった。その後、全国的には幼稚園の存続の是非が問われるようになったが、土浦ではそうした動きは見られなかった。是澤博昭は、土浦の人々が寺子屋感覚で幼稚園を捉えていたと考えられることと、当時の土浦が舟運を中心に栄えていて経済的にゆとりがあったこと、江戸・東京の生活文化を受容しようとした強い志向が窺えることが背景にあると分析している。1911年（明治44年）4月、小学校校舎の新築に伴い、園舎を建設する。

### 大正時代から終戦まで

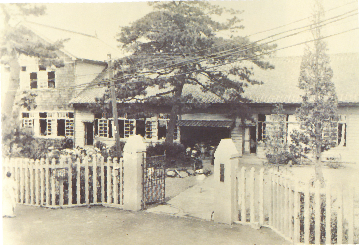
1928年（昭和3年）の園舎

大正から昭和初期には、土浦幼稚園は安定した経営が行われる時代を迎えた。この間には園長が発案した大型の積み木がフレーベル館によって開発され、マリア・モンテッソーリの教具を購入するなど、教材研究を進めた。またフリードリヒ・フレーベルの肖像をこの時期に購入している。1924年（大正13年）に園舎を新築する。この園舎はモンテッソーリの「子どもの家」を模範としてデザインされた。これは吉川コハルが提唱したもので、園児の親の了承を取り、園庭を運動場ではなく庭園にすることや床板は園児の遊戯や雨の日に室内で激しい活動をしても塵を巻き上げないよう厚い板を使うなど、細部にまで気を付けた設計がなされた。
1927年（昭和2年）には土浦小学校にアメリカ合衆国から「青い目の人形」が贈られ、後に土浦幼稚園に飾られることとなった。青い目の人形は日本各地に贈られたが、太平洋戦争中に敵国の人形として多くが処分されてしまい、土浦幼稚園に残るものは貴重な存在である。
1935年（昭和10年）6月、それまで土浦小学校の附属幼稚園だった土浦幼稚園は土浦町立土浦幼稚園として独立、1940年（昭和15年）に現在の土浦市立土浦幼稚園に改称した。

### 戦後
第二次世界大戦中に1週間ほど休園した以外は、幼稚園に被害はなかった。戦後間もない1945年（昭和20年）9月に、軍国主義的な書物や物品を焼却処分した。
1948年（昭和23年）4月、園児数が急増し5学級の増加となり、午前・午後の2部授業を実施することになった。これを受け、1949年（昭和24年）に土浦第二幼稚園が創立され、同園は1951年（昭和26年）に独立した。1949年4月、PTAを母の会の名で設立し、1961年（昭和36年）には学校給食が始まった。1973年（昭和48年）になると再び園児数が増加し、大町分教場を設置、翌1974年（昭和49年）に大町分教場と公園分教場を廃園にして、いくぶん幼稚園が開園した。1980年（昭和55年）に4代目の新園舎が完成した。1985年（昭和60年）10月に創立100周年、2005年（平成17年）11月に創立120周年の記念式典が挙行された。

### 統合
2009年（平成21年）度に、土浦市の行財政改革の一環として「土浦市立幼稚園、小学校及び中学校適正配置等検討委員会」が設置され、幼稚園統合方針が｢土浦市立幼稚園の適正配置についての考え方｣で示され、土浦幼稚園といくぶん幼稚園の統合が土浦市教育委員会に提言された。2009年の園児数は土浦幼稚園が37人、いくぶん幼稚園が52人で減少傾向にあり、両園が約500mの至近距離に位置し、ともに中心市街地に立地することから、統合に向けた検討が必要とされた。同委員会は敷地面積の点からいくぶん幼稚園を利用すべきだが、土浦幼稚園の歴史に配慮すべしと意見を出した。同委員会の提言を受け、土浦市は2012年（平成24年）3月31日をもっていくぶん幼稚園を廃園として土浦幼稚園に統合、土浦幼稚園をいくぶん幼稚園の敷地に移転する形を採用することにした。そこで2011年（平成23年）8月に土浦幼稚園の見学会が実施され、卒園生188人が別れを惜しむために来園、2012年2月24日には園舎のお別れコンサートが開催された。3月19日、統合前最後の卒園式では17人の園児が卒園した。4月1日、土浦幼稚園の移転が行われた。これにより、創立以来同じ場所にあった園地を離れることとなった。

## 現況
所在地は土浦市文京町9-6。建物面積は1,125m2、敷地面積は2,443m2である。旧土浦幼稚園の敷地面積は1,713m2で、土浦市内の公立幼稚園では最小であった。園庭はつくばFC指導の下で芝生化が行われている。

## 卒園生
2012年（平成24年）までに約14,000人が卒園した。土浦には親子3代・4代にわたって土浦幼稚園を卒園した一家もいる。
- 寺内タケシ - ギタリスト、「エレキの神様」[1]
- 飯嶋康平 - J-POPグループ「かぐら」メンバー[1]

## 関連文献
- 記念誌編集委員会『土浦幼稚園創立百周年記念誌』土浦市立土浦幼稚園、1988年10月17日
- 是澤博昭『近代日本の地域社会における幼稚園教育の社会的機能―茨城県土浦幼稚園を事例として―』科学研究費補助金基盤研究(C)、2005年度-2006年度[37]
- 山崎京美「土浦幼稚園と福島幼稚園--明治時代の簡易幼稚園の役割について」『いわき短期大学紀要』第33号、いわき短期大学、2001年3月、95-117頁、ISSN 13466518、NAID 40005397304。